# Визит Николая II во Францию в 1909 году
Визит Николая II во Францию в 1909 году состоялся в рамках большого морского путешествия на яхте «Штандарт», в котором император с семьёй посетил Швецию, Данию, Францию, Великобританию. Императорскую яхту «Штандарт» в этом походе сопровождали другая императорская яхта «Полярная звезда», крейсеры «Рюрик» и «Адмирал Макаров», эскадренные миноносцы «Эмир Бухарский» и «Москвитянин». 31 июля — 2 августа 1909 года отряд русских кораблей находился в гавани Шербура, где императора принимал президент Французской Республики Арман Фальер.

## Пребывание в Шербуре

### 31 июля 1909 года, суббота

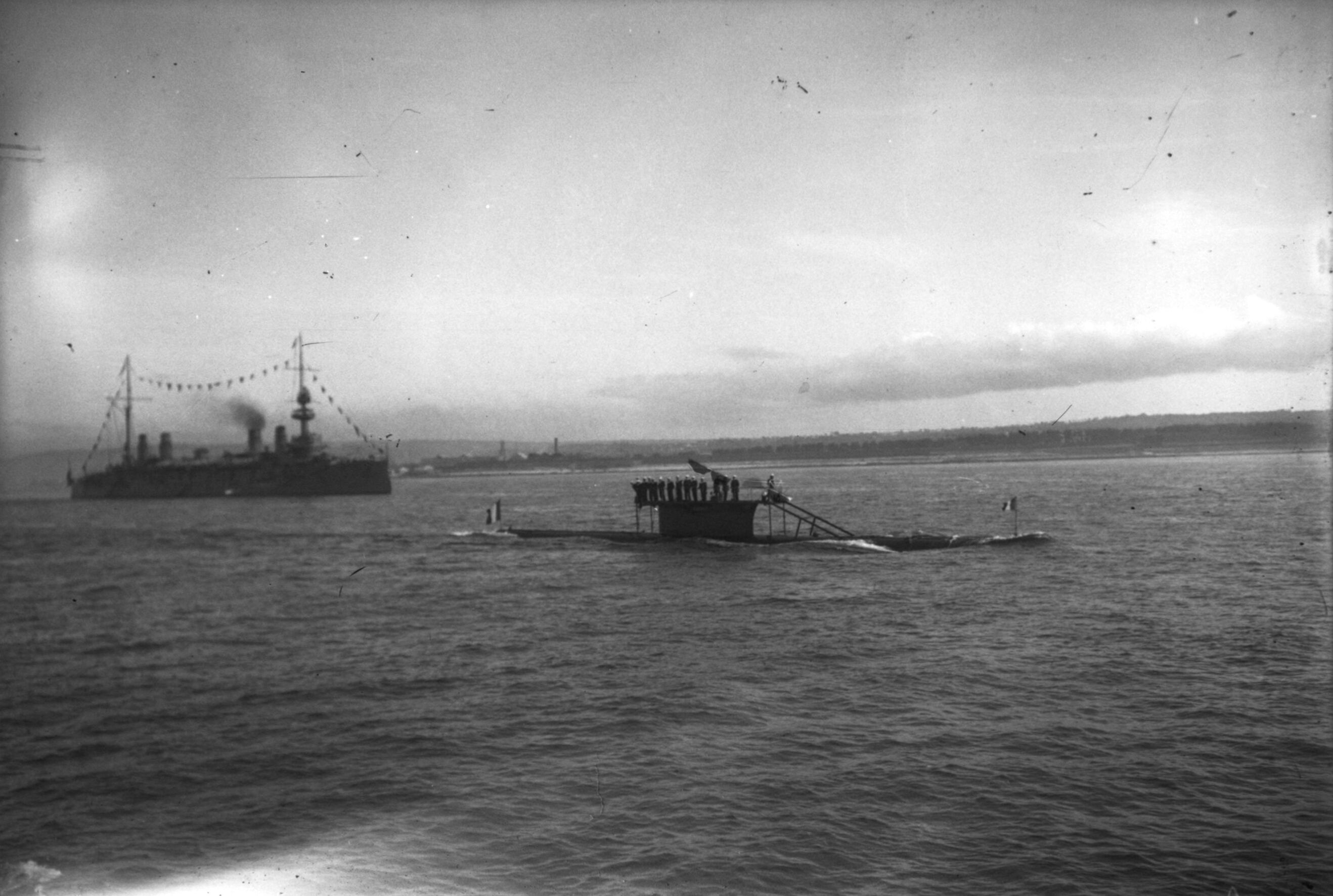
Подводная лодка «Эмерод» во время смотра кораблей 31 августа 1909 года в Шербуре.

На высотах Шербура и Экёрдревиля с восьми часов утра собирались люди для наблюдения за происходящим в гавани. Навстречу русским кораблям вышли французские крейсеры «Марсель», «Адмирал-Об», «Гейдон», «Глуар», и двенадцать эскадренных миноносцев, под общим командованием контр-адмирала Обера. Отряд вследствие тумана своего назначения не исполнил и подошёл ко входу в гавань лишь после того, как царские яхты стали на бочки.
В 14 ч 10 мин под ярким солнцем в гавань Шербура вошёл «Штандарт». Французские корабли, собранные в Шербурской гавани, приветствовали императорскую яхту салютом из двадцати одного выстрела. На салют французской эскадры по сигналам со «Штандарта» отвечал «Адмирал Макаров». Толпа на доках кричала «ура». Около трёх часов дня русские корабли стали на бочки.
Президент Республики Фальер и его свита прибыли на борт «Штандарта», где их встретил Николай II. Затем, главы государств поднялись на борт крейсера «Галилей», с которого осмотрели французские корабли. Смотр прошёл под крики «ура» экипажей кораблей, возгласы толпы на набережных и пристанях, восторженные крики «браво» работников арсенала.
Привлекли внимание и вызвали особенное любопытство подводные лодки во главе с «Эмерод», сопровождавшие «Галилей» через строй французских и русских кораблей. Во французской прессе называлось почему-то разное количество подводных лодок, кроме «Эмерод», принявших участие в смотре кораблей — три или четыре типа «Плювиоз».
Когда президент Фальер, сопровождая Николая II, снова прибыл на борт «Штандарта», дочери императора Ольга и Татьяна (14 лет и 12 лет соответственно) любезно обратились к нему с просьбой сфотографировать «подводные лодки Франции». Президент республики разрешил использовать «кодаки», находившиеся в руках великих княжон, по их желанию.
В восемь часов вечера на борту эскадренного броненосца «Веритэ» состоялся торжественный ужин на 80 персон.

### 1 августа 1909 года, воскресенье
Рано утром 1 августа императорская семья присутствовала на церковной службе на яхте. Затем Николай II принял делегацию французских ветеранов Крымской войны.
В 13 ч на борту броненосца «Веритэ» был подан обед, в котором участвовали главы государств и сопровождающие, всего 95 человек. Император объявил, что собирается передать 10000 франков для бедняков города.
В пять часов вечера президент Франции принимал гостей за чаем на шербурской дамбе. Присутствовали император, императрица, великие княжны Ольга и Татьяна.
После чаепития в палатке на дамбе три глиссера с бензиновыми моторами выполнили несколько упражнений, поразив присутствующих головокружительной быстротой, но президент Фальер приготовил гостям ещё один сюрприз — упражнения подводных лодок. Президент пригласил императора, императрицу и их детей подняться на крышу форта, построенного в середине дамбы, и показал с другой стороны дамбы, в открытом море, пять подводных лодок, выстроившихся параллельно. Во главе были подводные лодки типа «Плювиоз» «Вантоз», «Флореаль», «Прериаль», «Жерминаль», затем «Эмерод».
На узких надстройках каждой лодки находились до 20 человек команды. По сигналу, поданному флагом, экипажи бросились к узким люкам и скрылись внутри. Спустя всего несколько минут на поверхности воды можно было увидеть только небольшие веретёнообразные корпуса подводных лодок. По второму сигналу подводные лодки медленно погрузились, полностью исчезнув под волнами, двигаясь под водой на малом ходу в восточном направлении без каких-либо внешних признаков их присутствия. Напротив форта, всплыв на поверхность, лодки снова предстали перед глазами гостей.
Император и императрица следили за упражнениями с большим интересом и похвалили точность действий подводных лодок, лёгкость, с которой они их выполняли. Великие княжны также засвидетельствовали радость, которую принесло им новое для них зрелище.
Гости покинули дамбу в 18 ч 20 мин. Ужинали на «Штандарте». Президент Франции и другие официальные лица с дамбы возвратились на «Веритэ».

### 2 августа 1909 года, понедельник
В шесть часов утра русские корабли покинули якорную стоянку, сопровождаемые французским эскортом из четырёх крейсеров и двенадцати эскадренных миноносцев. Французские корабли, оставшиеся в гавани, сделали двадцать один выстрел из пушек, на которые отвечали два российских военных корабля. В 6 ч 15 мин «Штандарт» вышел через западный проход из гавани, сопровождаемый залпами салютующих на дамбе орудий. В 8 ч 45 мин французский эскорт передал русский отряд кораблям британского флота, вышедшим для встречи.
После ухода русских кораблей в Шербуре продолжались торжественные и праздничные мероприятия. Третьего августа для шербурцев была устроена ночная иллюминация кораблей флота и факельное шествие. Четвёртого августа в 9 ч утра в Арсенале в присутствии президента республики была спущена на воду «крупнейшая в мире подводная лодка» — «Архимед». Вечером на площади Республики состоялся концерт.

## Иконография визита
Существует по меньшей мере три серии почтовых карточек, выпущенных по случаю пребывания императорских величеств в Шербуре в 1909 году. Каждая серия состоит из десяти пронумерованных открыток.
Только на двух, отпечатанных способом фототипии открытках из серии " Les fêtes de Cherbourg ", с некоторым вниманием и с увеличительным стеклом среди других кораблей можно рассмотреть подводную лодку «Эмерод» в позиционном положении.
В серии фотографических почтовых карточек " Réception des Souverains Russes à Cherbourg (juillet 1909) ", изданных парижским издательством братьев-фотографов Этьена и Луи-Антонена Нёрденов, крупнейшим французским издательством открыток того времени, три похожих сюжета снабжены подписями, сообщающими о наблюдении с дамбы за подводными лодками.
В серии открыток " Visite le S.M. le Tsar a Cherbourg " есть только одна открытка c текстом, сообщающим о наблюдении за упражнениями подводных лодок.
Известно, что многие фотографии, отобранные для тиражирования в виде открыток, были сделаны Шарлем Шуссо-Флавьеном, одним из первых в Европе внештатных корреспондентов, имевшим доступ к высшим лицам государств, или его помощниками. При этом не известно ни одной открытки или фотографии, сделанной французскими фотографами при показе подводных лодок царю в Шербуре 1 августа 1909 года.
В плавании по приглашению государя находился художник-маринист Алексей Вильгельмович Ганзен, внук Айвазовского. Издательством «Ришар» была выпущена открытка (№ 887) с репродукцией картины Ганзена, в названии которой «Императорские яхты: „Полярная звезда“, „Штандарт“ и контр-миноносец „Эмир Бухарский“ в Ламанше в 1910 г.» допущена неточность. 1910-й — должно быть год исполнения живописного произведения.
Романовы были самыми активными фотолюбителями, делавшими несколько тысяч снимков ежегодно. Самым плодовитым фотографом из царских детей была старшая дочь Ольга. На французских открытках великие княжны изображены на дамбе с фотокамерами в руках. Кроме того, рядом с великими княжнами можно увидеть морского офицера с фотоаппаратом в правой руке. Возможно это близкий царской семье офицер с яхты «Штандарт» — Николай Павлович Саблин. Известно, что на яхте он активно пользовался своим фотоаппаратом, но нёс ли он на дамбе собственный фотоаппарат или, например, камеру Александры Фёдоровны, неясно. Среди множества опубликованных романовских снимков, нет ни одной фотографии, относящейся к визиту в 1909 году в Шербур.
Главным художником Главного морского штаба Михаилом Степановичем Ткаченко была исполнена картина, на которой в центре полотна в светлой окраске с поднятыми на фок-мачте императорским и президентским штандартами изображён бронепалубный крейсер «Галилей». На палубе крейсера виден ярко-красный праздничный шатёр, установленный для приёма высоких гостей. По левому борту крейсера находится в позиционном положении подводная лодка «Эмерод», на переднем плане — миноносец. Позади крейсера слева — броненосец «Веритэ», на заднем плане видны два однотипных броненосца. На заднем плане справа изображена императорская яхта «Штандарт». В 1911 году посол России во Франции А. Извольский преподнёс картину Ткаченко президенту Фальеру в подарок от российского императора. В газетной публикации, по случаю передачи картины, художник Ткаченко поименован «Katchenko», а крейсер «Галилей» ошибочно назван «Cassini».